# 고척스카이돔 보조경기장
고척스카이돔 보조경기장(高尺스카이돔補助競技場, Gocheok Sky Dome Auxiliary Stadium)은 대한민국 서울특별시에 있는 스포츠 시설이다. 인조잔디 필드가 갖춰진 경기장이며, 2015년 9월에 준공되었다.

## 참고 문헌
- “고척스카이돔 보조경기장”. 서울시설공단.
- “고척스카이돔 보조경기장”. 《서울생활체육포털》. 서울특별시청.
- 《2023 전국 공공체육시설 현황 (2022년 12월말 기준)》. 대한민국 문화체육관광부. 2024.

## 같이 보기
- 고척스카이돔